# Chaetodon tricinctus
Chaetodon tricinctus es una especie de pez mariposa del género Chaetodon. 
Se encuentra en las costas del Océano Pacífico, ubicándose en los arrecifes de coral no muy profundos (alrededor de 20 metros de profundidad). Su alimento preferido es el pólipo de coral.
Es de color blanco perla, teniendo tres franjas oscuras en el cuerpo: una en la parte trasera, otra en mitad del cuerpo y la otra atravesando sus ojos. El contorno de su cuerpo puede ser naranja o amarillo brillante.